# ベストフィーンズ
『ベストフィーンズ』（Best Fiends）は、Seriouslyが開発、運営しているiOSアプリ及び、Android向けのマッチ3パズルゲーム。より2014年10月から発売されているパズルゲームのシリーズである。